# Ghost in the Shell: Stand Alone Complex OST 4
Ghost in the Shell: Stand Alone Complex OST 4 è la quarta colonna sonora della serie animata Ghost in the Shell: Stand Alone Complex, composta da Yōko Kanno. 
Al momento, l'album è disponibile solo come parte del CD-BOX di Stand Alone Complex, che comprende le prime tre OST di SAC, be Human, le OST di Solid State Society e una chiavetta USB fatta a forma di Tachikoma. All'interno del Cd c'è soltanto una traccia di quasi 50 minuti senza interruzioni, composta da 16 pezzi.

## Lista delle tracce
1. smooth in the shell [disco senza interruzioni] − 49:02